# Пассионарная теория этногенеза
Пассиона́рная тео́рия этногене́за (теория пассионарности и этногенеза, концепция этногенеза и пассионарности) Льва Гумилёва (1912—1992) описывает этнос как «биосоциальный организм», возникновение этноса (этногенез) как результат совокупного воздействия космических энергий и ландшафта, как географически детерминированный процесс. Теория принадлежит к примордиализму, восходит к неоромантической концепции Гердера о народе, как единстве крови и почвы.
Пассионарная теория этногенеза была опубликована в виде статей в рецензируемых журналах, представлена в виде диссертации на соискание степени доктора географических наук (защищена, но не утверждена в ВАК) и депонирована в виде рукописи «Этногенез и биосфера Земли» в ВИНИТИ РАН, позднее издана в виде монографии в издательстве ЛГУ (1989 год).
Взгляды Гумилёва выходят далеко за пределы научных представлений. Его концепция не встретила поддержки научного сообщества в СССР и за его пределами. Концепция подверглась жёсткой критике и не получила признания среди историков и этнологов; учёные отмечают как необоснованность её теоретических положений, так и вольное обращение автора с эмпирическим историческим материалом; отмечается, что автор демонстрировал незнание источников; пассионарную теорию рассматривают как ненаучную, квазинаучную или псевдонаучную. 

## Описание
Научные интересы автора лежали в сферах истории, географии и социальных наук. Он сближался с идеями таких евразийцев, как Г. В. Вернадский, П. Н. Савицкий, Н. С. Трубецкой. Ему была близка концепция биосферы, выдвинутая В. И. Вернадским, а также идеи теории культурно-исторических типов Н. Я. Данилевского, а также общей теории систем Людвига фон Берталанфи.
Согласно С. С. Белякову, пассионарная теория этногенеза должна была ответить на три вопроса:
1. Что такое этнос и какое место он занимает в историческом процессе?
2. Какие законы определяют появление и развитие этноса?
3. Как этносы взаимодействуют между собой?

Греческое слово «этнос» Гумилёв использовал вместо более распространённого латинского слова «нация» как менее политизированное. Термин «этнос» был и универсальным, и нейтральным, и сугубо научным. Однако ещё в 1968 году при общении с Н. В. Тимофеевым-Ресовским Гумилёв не смог дать чёткого определения этноса, фактически повторив определение С. М. Широкогорова, введшего его в русскую науку. При этом основная часть его главного труда — «Этногенез и биосфера Земли» — посвящена именно свойствам этноса, а не пассионарности.
Теория этногенеза Гумилёва рассматривает этнос как сложную систему, комплекс взаимоотношений этноса с биосферы Земли, проходящий развитии через ряд стадий. Одним из ключевых элементов считается гипотеза пассионарных толчков, которые, с точки зрения автора, вызывают редкие и кратковременные космические воздействия, вызывающие генетические микромутации, повышенную абсорбцию людьми биохимической энергии живого вещества из окружающей внешней среды. Пассионарность описывается в качестве характеристики поведения и выражена, согласно автору, в появлении избытка у людей этой энергии, что проявляется в способности людей к сверхнапряжению и возросшей тяге к деятельности, которая действует наперекор инстинкту индивидуального и видового самосохранения. Благодаря пассионарным личностям группы людей захватывают и осваивают новые территории, создают новые стереотипы поведения, что в итоге ведёт к формированию этноса.
Старший научный сотрудник кафедры этнологии Тартуского университета Аймар Вентцель писал, что центральным понятием Гумилёва был этнос. Он связал свою теорию с концепцией биосферы, выдвинутой академиком В. И. Вернадским, и пришел к заключению, что этнос подобен индивиду, обладая собственным характером, проходя через детство, зрелость и период упадка. Поскольку люди есть часть природы, они тоже следуют её законам. Важнейшим таким законом Гумилёв считал пассионарность, или жизненную энергию этноса. Пассионарность он связывал с географией: этносы складываются в определённых климатических и географических условиях, «приспосабливаясь» к окружающей среде, находят собственную «экологическую нишу» и становятся частью энергетики своей среды обитания. Каждый этнос, по Гумилёву, обладает своим «поведенческим стереотипом», передающимся от родителей к детям, который может рассматриваться как национальный менталитет. Эти стереотипы Гумилёв уподоблял животным рефлексам, обеспечивающим сохранение данного этноса. Со течением времени этнос развивает собственную цивилизацию, включающую в себя религию, нравы и нормы. Гумилёву не удалось объяснить, представляет ли собой цивилизация биологический феномен, однако он утверждал, что люди разных рас способны быть частью одной цивилизации.
Пассионарность автор определял следующим образом: «активность, проявляющаяся в стремлении индивида к цели (часто иллюзорной) и в способности к сверхнапряжениям и жертвенности ради этой цели». Пассионарность описывалась Гумилёвым на множестве ярких исторических примеров, в частности, Наполеона, Суллы, Жанны д’Арк, Александра Македонского, Ганнибала, даже Сталина. Их деятельность невозможно объяснить рациональными, то есть корыстными мотивами. Гумилёв не утверждал, что процесс этногенеза зависит единственно от пассионарности, включая и другие факторы: этническое окружение, географическая среда, уровень социально-экономического развития и технической оснащённости и т. д. Наибольшую роль, однако, играет явление, названное Гумилёвым «пассионарным напряжением»: количество пассионариев в этносе, соотношение пассионариев с обывателями и субпассионариями. «Пусковой момент» этногенеза — это внезапное появление некоторого числа пассионариев и субпассионариев. Фаза подъёма сопровождается быстрым увеличением числа пассионариев; акматическая фаза характеризуется максимальным числом пассионариев; фаза надлома — это резкое уменьшение их числа и вытеснение их субпассионариями; инерционная фаза — медленное уменьшение числа пассионарных особей; фаза обскурации — почти полная замена пассионариев субпассионариями, которые в силу особенностей своего склада либо губят этнос целиком, либо не успевают погубить его до вторжения иноплеменников извне.
Гумилёв разработал особые графики — циклы этногенеза для 40 различных этносов и начал располагать их пространственно — на карте мира. «Глядя на глобус, — рассказывал Л. Н., — я вижу, как космос сечёт своей плетью нашу планету… Другое дело — содержательная сторона этой „экзекуции“ в географических координатах. Тут предстоят ещё многие… раздумья и поиски». В результате Лев Николаевич разместил на карте Евразии и Северной Африки 9 осей пассионарных толчков, датированных им XVIII веком до н. э. — XIII веком н. э. С его точки зрения, это полосы шириной около 300 км, которые могут тянуться и в широтном, и в меридиональном направлении, иногда на 0,5 окружности планеты. Он сравнивал их с геодезическими линиями.

«Один и тот же толчок может создать несколько очагов повышенной пассионарности (и как следствие — несколько суперэтносов). Так, толчок VI задел Аравию, долину Инда, Южный Тибет, Северный Китай и Среднюю Японию. И во всех этих странах возникли этносы-ровесники, причём каждый из них имел оригинальные стереотипы и культуры»— Гумилёв Л. Н. Тысячелетие вокруг Каспия. Баку, 1991. С. 14—17.
В поисках причины пассионарных толчков Лев Николаевич обратился к биологической составляющей человеческой природы. Позднее он откровенно признавался, что любая комбинация факторов не даёт возможности построить гипотезу, то есть непротиворечивое объяснение всех известных в данное время факторов этногенеза.
Первая книга Гумилёва, посвящённая межэтническим контактам и этническим химерам — «Хунны в Китае». Книга вновь была построена как художественное произведение («античная трагедия» по С. Белякову), в основе композиции — развёрнутая метафора пожара: «Тление», «Вспышка», «Костёр», «Пожар», «Накал», «Полымя», «Три цвета пламени», «Зарево», «Огни гаснут», «Угли остывают», «Пепел». Речь идёт о войне Степи и Китая, ведшейся в течение двух веков. Гумилёв считал, что миграция степняков была вынужденной: в III веке Центральную Азию поразила засуха, и кочевники стали переселяться в северные окраины Китая. Хотя китайская власть приняла их холодно, знатные хунны получали китайское образование и приобщались к величайшей культуре Восточной Азии, но китайцами они так и не стали, китайцев своими не считали. Результатом стало восстание и создание новой власти, а потомки мигрантов стали оккупантами. Главным выводом Гумилёва из истории III—V веков стал такой: жизнь двух и более враждебных друг другу этносов на одной и той же территории превращает государство и общество в химеру — образование нестойкое и опасное для людей, в него входящих. Термин Гумилёв заимствовал из паразитологии и считал, что химеры обычно появляются на границах суперэтносов. Химеры — не единственная форма межэтнических контактов. Возможна также ассимиляция — поглощение одного этноса другим; как правило, она происходит при неконфликтном этническом контакте, но возможна даже в этнической химере. При пассионарных толчках возможна интеграция — создание нового этноса при слиянии нескольких старых. Гумилёв выделил ещё две формы межэтнических контактов, при которых этносы не сливаются, но и не враждуют: ксения (то есть «гостья») и симбиоз. Ксения — нейтральная форма: народы живут рядом, не сливаясь, но и не мешая друг другу. При симбиозе, положительной форме межэтнических контактов, возникают отношения дружественные, когда этносы не соперничают, а взаимно дополняют друг друга. Характер межэтнического контакта при химере или ксении определяется комплиментарностью, но симбиоз, помимо положительной комплиментарности, связан ещё и с разделением труда. Гумилёв объяснял конфликт китайцев и степняков несовместимостью их стереотипов поведения, их этнических традиций.
Гумилёв занимался историей кочевых народов Евразии. Великое переселение народов объяснялось им изменениями климата. Согласно его взглядам, постоянно закреплённой за этносом территории не существует, поскольку каждый этнос существует только некий определённый срок. На основе созданной им теории этногенеза и обращаясь к физической географии Гумилёв предложил собственное оригинальное построение истории Руси, которое изложил в книге «Древняя Русь и Великая степь» (1989; 1990) и др. Взаимоотношения Древней Руси со степными народами, включая входивших в состав Золотой Орды, он представил в качестве сложного симбиоза, основанного на комплементарности этносов Евразии. История Руси была разделена им на два этапа: Киевская Русь, которую создал восточнославянский суперэтнос; Московско-Петербургская Россия, созданная великорусским этносом, который интегрировал финно-угорские и тюрко-монгольские этнические элементы.
По мнению многих современных исследователей, несмотря на некоторую общность, взгляды Гумилёва и евразийцев расходились в принципиальных вопросах. По С. Белякову основные моменты расхождения таковы:
1. Евразийцы включали в «евразийскую нацию» или «многонародную личность» все народы Советского Союза, а Гумилёв насчитал в СССР по меньшей мере семь суперэтносов.
2. Гумилёв практически не касался политических взглядов евразийцев и их государственно-правовой теории. Вопрос о государственном строе и форме правления был для него вообще малоинтересен.
3. Гумилёв, много и охотно критиковавший Запад (особенно в последние годы жизни), не критиковал ни либеральную демократию, ни рыночную экономику, ни тем более правовое государство. С его точки зрения неумеренное заимствование достижений Запада плохо лишь тем, что Россия просто не готова их воспринять. Он считал, что российский суперэтнос на 500 лет «моложе» романо-германского.
4. Гумилёв не присоединялся и к евразийской критике католицизма, вовсе игнорировал богословские вопросы, так занимавшие евразийцев[20].

Таким образом, Гумилёва можно считать евразийцем в буквальном смысле слова — сторонником русско-тюрко-монгольского братства. Для Гумилёва евразийство было не политической идеологией, а образом мысли. Он пытался доказать, что Русь — это продолжение Орды, а многие русские люди — потомки крещёных татар, на что потратил пятнадцать последних лет жизни.
Эти взгляды были изложены в его поздних работах — очерках «Эхо Куликовской битвы», «Чёрная легенда», популярной книге «От Руси до России», монографии «Древняя Русь и Великая степь». Кратко их содержание сводится к следующему: Александр Невский помог хану Батыю удержаться у власти и взамен «потребовал и получил помощь против немцев и германофилов». Татаро-монгольское иго, собственно, не было игом, а являлось союзом с Ордой, то есть русско-татарским «симбиозом» (в частности, Сартак был побратимом Александра Невского). Монголо-татары являются защитниками Руси от немецкой и литовской угроз, а Куликовская битва была выиграна крещёными татарами, перешедшими на службу московскому князю. Великий князь Дмитрий Иванович на Куликовом поле сражался с «агрессией Запада и союзной с ней ордой Мамая».
Работа «Зигзаг истории» описывала предполагаемые автором захват евреями власти в Хазарском каганате и ликвидацию еврейского ига князем Святославом. Многие постулаты по истории обращения хазар в иудаизм Гумилёв почерпнул из исследований историка М. И. Артамонова, но придал им гораздо более радикальную трактовку. Так, например, ещё в 1950-е годы он писал об этом П. Н. Савицкому:

«Евреи, просочившись из Византии в Итиль, захватили „по блату“ (другого термина не могу подыскать) все видные должности и, опираясь на наёмную туркменскую гвардию, установили в Хазарии деспотический режим, жертвой которого оказались простодушные хазары…»— Письмо Гумилёва Савицкому 19 декабря 1956 года
Последние страницы «Зигзага истории» посвящены экскурсу в историю антисистем. Хазарский каганат Гумилёв считал не только этнической химерой, но и «антисистемой», продемонстрировав неприязнь к иудаизму. В 1981 году очерк был возвращён автору. Гумилёв через суд добился выплаты гонорара, но опубликовать очерк удалось только в 1989 году, когда он был включён в книгу «Древняя Русь и Великая степь».
Теория Гумилёва лишала евреев права на членство в большой евразийской семье. Русская история представлена историей противостояния между союзом русского народа и кочевников Евразии, с одной стороны, и космополитическими евреями, с другой. Хотя русские и кочевники разделяли героический этос и были привязаны к своей родной земле, евреи, с точки зрения Гумилёва, демонстрировали другой кодекс поведения, характеризующийся вероломством, меркантильностью и отсутствием привязанности к земле и странам, где они жили. Размышления Гумилёва о Хазарии — выдвигающие на первый план жестокость, религиозную нетерпимость и расистскую природу хазарских евреев и иудаизма — использовались многими русскими антисемитами в качестве «исторической основы» их идеологий. Его идеи повлияли на многих видных антисемитских идеологов, таких как митрополит Иоанн (Снычёв), Вадим Кожинов и Юрий Бородай.
По мнению Гумилёва (глава «Преодоление филологии» в книге «Поиски вымышленного царства»), филолог хочет ответить на вопрос: что говорит изучаемый автор, — а историк — что из сообщаемого этим автором правда. Историк, слепо следующий за источником, всего-навсего воспроизводит точку зрения данного автора, а не истинное положение вещей. «Что толку изучать чужую ложь, хотя бы и древнюю?» Иными словами, «филологически правильный перевод — это сырьё, требующее обработки». Таким образом, историческое исследование включает две ступени: первая — анализ, проводимый путём синхронистического подбора фактов, в котором важен весь политический «фон» любого события. Вторая — синтез, доминирует, когда книга обращена к широкому читателю; ему необязательно знать все аргументы, зато «язык допусти́м образный, подчас эмоциональный». Реализацией этих принципов и были «Поиски вымышленного царства».

## Развитие концепции

### Работа в университете
Устраиваясь на работу в НИИ географии, Гумилёв оговорил право чтения специальных курсов на историческом факультете. Однако курсы, прочитанные им в 1962—1963 годах на кафедрах археологии и истории средних веков, большой популярностью не пользовались, В. Топоров даже определял их как «сплошное занудство». В 1971—1972 учебном году Гумилёв стал читать на вечернем отделении географического факультета два курса: «Народоведение» и «География населения», — по сути представлявшие собой изложение всемирной истории с точки зрения пассионарной теории. Они быстро приобрели популярность. Географ О. Г. Бекшенев свидетельствовал:

«Это был великий артист! Впечатление производил необыкновенное. Гумилёв хранил в памяти множество дат и фактов, хотя никакими записями он не пользовался. Перед Гумилёвым не было даже листочка с планом, при этом лекции были необычайно хорошо структурированы. Но после лекций в головах не оставалось ничего, потому что никто не конспектировал, все только слушали, не могли оторваться».
Читал Гумилёв обычно два раза в неделю, в 1980-х — один, к лекциям готовился очень тщательно, но при этом не любил, чтобы его конспектировали. На зачётах старался давать студентам творческие задания, например — найти на этнографической карте СССР хотя бы две ошибки. В 1980-е годы он охотно сотрудничал с обществом «Знание», в центральном лектории которого заполнялись все 750 мест и за билетами стояли очереди. Он также охотно выступал в Москве и Новосибирске. Впрочем, не всегда слушатели были в восторге. Михаил Ардов вспоминал:

«Само его выступление (а я ни до, ни после его публичных лекций не слушал) произвело на меня несколько тягостное впечатление. Разумеется, говорил он блистательно — сыпал фактами, именами, датами, парадоксальными суждениями… Но всё это как-то легковесно, несолидно, эдакий научный Аркадий Райкин, виртуоз на профессорской кафедре…»
За четверть века работы в институте Гумилёв пережил только один крупный конфликт — с директором НИИГЭИ А. И. Зубковым. По мнению С. Лаврова, его причиной была зависть к плодовитому в научном и публикационном плане подчинённому. Открытую форму конфликт принял в 1968 году, при очередном переизбрании на должность: научный семинар института не рекомендовал переизбирать Гумилёва, поскольку «тематика его исследований далека от направления и тематики института». Однако Учёный совет университета единогласно проголосовал за переизбрание Льва Николаевича.

### Формулирование концепции
Легенда, восходящая к собственным рассказам Л. Н. Гумилёва, относила создание пассионарной теории этногенеза к зиме 1939 года, когда он ожидал пересмотра дела в тюрьме «Кресты». Своё открытие, явившееся в форме озарения, он якобы приравнивал к теории Маркса и излагал И. Н. Томашевской во время встречи в Москве с таким пылом, что она сравнивала его с гоголевским Поприщиным. Однако в 1991 году, в интервью газете «Неделя», Гумилёв очень осторожно говорил об истоках своей теории: в 1965 году он прочитал книгу В. И. Вернадского «Химическое строение биосферы Земли и её окружения» и в 1967 году опубликовал первую статью по этногенезу. Близко знавший его по географическому факультету ЛГУ С. Лавров склонялся к истинности именно этой версии. Таким образом, если и было озарение, то оно лишь задавало направление поиска.
Название «пассионарность», использованное Гумилёвым для предполагаемого им умножения особо страстных индивидуумов в народе, связано с Долорес Ибаррури, лидером компартии Испании. Были широко известны её страстные речи и партийное прозвище «Пассионария» («Страстная»).
В 1964—1967 годах Гумилёв опубликовал в «Вестнике ЛГУ» 14 статей, объединённых в цикл «Ландшафт и этнос», причём 9 из них были посвящены этногенезу.
Налаживать контакты с биологами он начал ещё в ноябре 1965 года и общался как минимум с тремя биологами — заведующим кафедрой генетики ЛГУ М. Е. Лобашёвым, заместителем директора Института биологии внутренних вод Б. С. Кузиным и Н. В. Тимофеевым-Ресовским — тогда заведующим отделом радиобиологии и экспериментальной генетики Института медицинской радиологии в Обнинске. С Тимофеевым-Ресовским Гумилёв познакомился в 1967 году, и Николай Владимирович согласился сотрудничать. Для Гумилёва было важно мнение именно генетика-биолога, специалиста в области популяционной и эволюционной биологии. В личностном отношении между ними было много общего — Тимофеев-Ресовский гордился дворянством (потомок Всеволожских), в период жизни в Германии был знаком со всеми евразийцами и дружил с П. Н. Савицким — постоянным корреспондентом Гумилёва. Тимофеев-Ресовский, его ученик Н. В. Глотов и Гумилёв стали готовить в 1968 году большую статью для журнала «Природа» с изложением теории этногенеза, в которой биологи отвечали за популяционно-генетические основы теории. Но вскоре между ними начался конфликт, который объяснялся нежеланием Гумилёва отказываться от эстетически совершенных идей, если они не подтверждались фактами. Результатом стало то, что Тимофеев-Ресовский, который не терпел научно не обоснованных концепций, тем более — противоречащих научным представлениям, оскорбил Гумилёва, обозвав его «сумасшедшим параноиком, обуреваемым навязчивой идеей доказать существование пассионарности». Гумилёв его так и не простил, хотя Тимофеев-Ресовский извинялся. Лев Николаевич в ответ прислал обширное письмо, снабжённое двумя таблицами, в которых демонстрировались разногласия между ним и биологами. Н. В. Глотов, отвечавший на письмо Гумилёва, заметил: «По крайней мере половину содержащихся в ней вопросов просто нельзя даже ставить».
Причиной резкости стали содержательные особенности теории Гумилёва. Основываясь на трудах В. И. Вернадского, он заявил, что биогеохимическая энергия живого вещества биосферы аналогична электромагнитной, тепловой, гравитационной и механической. Большей частью она находится в гомеостазе — неустойчивом равновесии, но иногда наблюдаются флуктуации — резкие подъёмы и спады. «Тогда саранча летит навстречу гибели, муравьи ползут, уничтожая всё на своём пути, и тоже гибнут, крысы… из глубин Азии достигают берегов Атлантического океана…» Из трёх гипотез энергетического импульса Гумилёв отбрасывал две: солярную и подземную (радиораспад), — и оставил космическое облучение.

#### Публикация концепции
Первая часть статьи Гумилёва «Этногенез и этносфера» вышла в январском номере «Природы» за 1970 год. Статья была снабжена картами этноландшафтных регионов, где возникали новые этносы, и 24 иллюстрациями, выполненными Н. В. Гумилёвой. Отклики появились уже в № 8 журнала в том же году. Автором первого был непосредственный начальник Гумилёва — профессор Б. Н. Семевский, который счёл своим долгом его поддержать. Хвалебные отзывы оставляли в основном коллеги-географы, но уже в 1971 году появилась подборка отзывов, написанных гуманитариями. Б. Кузнецов, проверив теорию Гумилёва на материале истории Тибета, пришёл к выводу, что закономерности подъёма и упадка Тибетского государства находятся в согласии с ростом и падением уровня пассионарного напряжения. Тем более жёсткой на этом фоне была рецензия М. И. Артамонова — давнего друга и покровителя Гумилёва. Он описал пассионарность в категориях «теории героя и толпы», он также не принял гумилёвской концепции этноса. Артамонов считал этнос «аморфной структурой», никак не связанной с ландшафтом и не имеющей «чётких очертаний», значение его в истории невелико.

### Исторические труды Гумилёва 1960—1970-х годов
В 1960-е годы Гумилёв впервые обратился к теме Древней Руси, причём в областях, которые ранее называл «скучными»: источниковедении и древнерусской филологии. В октябре 1964 года на заседании отделения этнографии Всесоюзного географического общества Гумилёв представил доклад о новой датировке создания «Слова о полку Игореве». Он датировал «Слово» не концом XII века, а 40—50-ми годами XIII века. Автор «Слова», по мнению Гумилёва, призывал князей к единству не в борьбе с половцами, тогда слабыми и раздроблёнными, а с монголами, зашифровав реалии своего времени под предыдущее столетие. Датировка основывалась на нескольких догадках, в том числе относительно трактовки слова «троян» и наличия на Руси несторианства. В 1965—1966 годах доклад в дополненном виде публиковался под названиями «Монголы XIII в. и „Слово о полку Игореве“» и «Несторианство и Древняя Русь». Специалисты практически не отреагировали на эти публикации. Например, В. Лихачёва — дочь академика Д. С. Лихачёва — свидетельствовала: «…папа не счёл нужным реагировать на статью… не сочтя её положения достойными серьёзного обсуждения». Однако русский учёный-эмигрант Г. В. Вернадский выступил с разбором аргументов Гумилёва и полностью их опроверг.
Лев Николаевич, гордясь своими изысканиями, включил их в новую книгу — «Поиски вымышленного царства», вышедшую в свет в издательстве «Наука» десятитысячным тиражом. По жанру этот труд называли «трактатом», и он отличался художественным изложением, которое вывело монографию за пределы академического сообщества. Журнал «Народы Азии и Африки» откликнулся на книгу благожелательной рецензией китаеведа Н. Ц. Мункуева. Рецензент оценил научное значение книги и заметил, что «по композиции и языку она приближается к произведению художественной прозы». Однако 13-я глава, посвящённая «Слову…», вызвала жёсткую критику академика Б. А. Рыбакова и навредила репутации Гумилёва в академическом сообществе.
Гумилёв поставил две задачи: во-первых, прояснить, как в пустынных степях Монголии внезапно возникла империя Чингисхана; во-вторых, сопоставить существование империи Чингисхана и легендарного царства пресвитера Иоанна и «Трёх Индий». Здесь Гумилёв изложил основы собственного понимания предмета источниковедения и собственную историческую концепцию. Одна из глав называется «Преодоление филологии» и, по мнению С. Лаврова, была следствием «выволочки», которую востоковеды-лингвисты устроили книге «Хунну».
Книгу «Хунны в Китае», вышедшую под грифом Института востоковедения АН СССР в 1974 году, С. Беляков именовал «самой страшной книгой Гумилёва». Она являлась прямым продолжением «Хунну», по хронологии заканчиваясь там, где начинаются «Древние тюрки». Собирать материал для книги Гумилёв стал ещё в лагере, собственно, эта книга и была частью «Хунну», но материал был оставлен на будущее при доработке рукописи в 1959—1960 годах. По словам самого Гумилёва, за «Хуннов в Китае» он взялся после «Поисков вымышленного царства», но работа затянулась, поскольку редактор В. В. Кунин заставил Льва Николаевича несколько сократить рукопись и переделать её.
В 1976 году в журнале «Природа» вышло две рецензии на «Хуннов в Китае». Одна из них была написана профессиональным синологом — Л. С. Васильевым. Признавая множество недостатков и неточностей, происходящих от незнания Гумилёвым китайского языка и недоступности китайских источников, он делал такое заключение: «Это отнюдь не означает, что всё в построениях Л. Н. Гумилёва сомнительно и недостоверно. Как раз напротив, очень многое схвачено вполне точно, изложено достаточно убедительно и в принципе соответствует тому, как это реально протекало».

### Вторая докторская диссертация
Вторая докторская диссертация Гумилёва, превращённая затем в трактат «Этногенез и биосфера Земли», создавалась в начале 1970-х годов и стала логическим продолжением работ Льва Николаевича предыдущего периода и оформлением пассионарной теории этногенеза в целостном виде. На кафедре и на географическом факультете Гумилёва поддержали, поскольку он не претендовал на руководящие должности. По словам С. Белякова, «докторов наук много, но „дважды доктор наук“ — редкость. А докторов, защитивших докторские диссертации не в смежных гуманитарных науках (допустим, в истории и филологии), а в гуманитарных (история) и естественных (география), вообще трудно отыскать». Оппонировать работу пригласили докторов географических наук Э. М. Мурзаева (Москва) и А. М. Архангельского, а также доктора биологических наук Ю. П. Алтухова. Защита состоялась 23 мая 1974 года в большом зале Смольного. Выходя на трибуну, Лев Николаевич воскликнул: «Шпагу мне!» — и ему подали указку. При голосовании против был подан только один голос. Однако ВАК отказался утверждать учёную степень. По воспоминаниям С. Лаврова, диссертацию отдали на прочтение «чёрному рецензенту», который вернул её с большим количеством замечаний; затем Льву Николаевичу пришлось ехать в Москву. Коллеги по кафедре беспокоились, как бы Гумилёв, с его взрывным характером, не стал спорить с коллегией ВАК; опасения оправдались: Гумилёв в ответ на вопрос: «А кто же Вы всё-таки такой: историк или географ?» — «наговорил много лишнего и был провален. В Ленинград вернулся смущённый и несколько виноватый; не столько из-за печального итога, сколько из-за того, что не выполнил обещания держаться „в рамках“…» Впрочем, Лавров вспоминал, что «пришёл в ужас» от небрежности оформления и стиля автореферата, а также из-за того, что диссертация не соответствовала заявленной специальности «история науки и техники».
По данным, приводимым С. Беляковым, решение ВАК основывалось на рецензии Ю. Г. Саушкина, заведующего кафедрой экономической географии МГУ. В своей рецензии он подчёркивал, что Гумилёв — историк, а не географ: 

«…диссертация Л. Н. Гумилёва ничего не внесла в географическую науку, не обогатила её новыми научно доказанными положениями. В лучшем случае она показала направления и проблемы, ещё ждущие своего научного решения. Не подлежит сомнению то, что работа вполне самостоятельна, написана учёным большой культуры с исключительно большой научной эрудицией, вызывающей всяческое уважение рецензента. В этом отношении (несмотря на серьёзные ошибки) она стоит выше многих докторских диссертаций, и если основной критерий — научная эрудиция и общая культура, то Л. Н. Гумилёв есть доктор наук. (Впрочем, он и есть доктор исторических наук.) Но, повторяю ещё раз, в географическую науку он должного вклада не сделал, даже уводит её в сторону».
Разбирательство с диссертацией шло уже в 1976 году, когда Гумилёв ещё раз дискредитировал себя в глазах академической общественности.

#### «Старобурятская живопись»
С тибетской проблематикой Гумилёв впервые столкнулся в 1949 году, когда его учитель китаевед Н. В. Кюнер поручил ему описание коллекции Агинского дацана. По мнению С. Белякова, Гумилёв наделал при этом много ошибок, о которых и не подозревал. В 1974 году издательство «Искусство» предложило ему написать книгу о коллекции живописи из Агинского дацана. «Старобурятская живопись» включает 55 листов иллюстраций, синхронистическую таблицу (история Европы, Ближнего Востока, Центральной Азии с Тибетом и Китая с Маньчжурией) и вступительную статью «История, открытая искусством». Вместо обычной вступительной историко-искусствоведческой статьи Гумилёв написал художественное эссе об истории Тибета, буддизма, бона, митраизма (разновидностью которого он объявил бон) и даже манихейства, которые не имели отношения к предмету альбома. При её написании Гумилёв консультировался у Б. И. Панкратова.
Скандал возник после выхода книги из печати в 1975 году. Панкратов, обнаружив множество ошибок, устроил специальный их разбор 10 июня 1976 года в конференц-зале Музея антропологии и этнографии. В полусотне иллюстраций он нашёл 20 ошибок, например, на одной из танок архат сидит на олбоках, специальных подушках, а Гумилёв написал, будто архат сидит на книгах. Позолоченное изображение Зелёной Тары Гумилёв назвал Золотой Тарой и так далее. Рецензенты отмечали, что аннотации к иллюстрациям отражают уровень справочников 1930-х годов, а ценность представляет вступительная статья, в которой прослежена иконографическая традиция в её эволюции от Индии до берегов Байкала.

### «Этногенез и биосфера Земли»
Начиная с 1974 года теории Гумилёва начинают подвергаться критике в советской печати, и постепенно его перестают печатать в центральных журналах (за исключением «Природы»). В статье историка и этнографа В. И. Козлова, опубликованной в журнале «Вопросы истории», Гумилёв критиковался за географический детерминизм (как немарксистский), а в теории естественности и непреодолимости межэтнических конфликтов рецензент увидел едва ли не оправдание фашизма. В целом, взгляды Гумилёва объявлялись не согласующимися с историческим материализмом.
В 1975 году Учёный совет географического факультета рекомендовал к печати диссертацию Гумилёва, но в издательстве ЛГУ рукопись не приняли. В 1977 году Лев Николаевич попытался устроить публикацию в издательстве «Наука», заручившись, помимо рекомендации учёного совета, ещё и 10 положительными рецензиями. Однако издательство направило рукопись одному из наиболее последовательных критиков Гумилёва — академику Ю. В. Бромлею, который не дал грифа Института этнографии АН СССР. (Об отношении Гумилёва к Бромлею свидетельствует переделка его фамилии — «Бармалей») Выходом стало депонирование рукописи в ВИНИТИ, Учёный совет ЛГУ представил её к депонированию 30 октября 1978 года. В ВИНИТИ согласились принять рукопись разделённой на три выпуска; депонирование растянулось до октября 1979 года. Тем самым закончилось оформление теории Гумилёва в целостном виде.
Благодаря статьям и прежним книгам Гумилёва его популярность в среде интеллигенции в 1970-е годы стремительно повышалась; сотрудники ВИНИТИ стали делать копии рукописи; на чёрном рынке цена «Этногенеза и биосферы Земли» достигала 30 рублей. В 1982 году копирование рукописи Гумилёва прекратилось, по словам Н. В. Гумилёвой — из-за того, что типография ВИНИТИ была полностью занята копированием, и её руководство заявило, что печатать рукопись должна та организация, которая её одобрила. Всего, по официальным данным, депонированная рукопись Гумилёва была скопирована более 2000 раз.
В 1981 году «Этногенез и биосфера» впервые была отрецензирована в журнале «Природа», автором рецензии был кандидат философских наук Ю. М. Бородай. Собственно рецензия осталась незамеченной, но статья Бородая «Этнические контакты и окружающая среда» спровоцировала волну антигумилёвских публикаций. Статья Бородая обсуждалась в Президиуме АН СССР на заседании 12 ноября 1981 года, причём было принято решение разъяснить научную несостоятельность идей Гумилёва. Эту миссию возложили на академика Б. М. Кедрова. В итоге за «идеологический промах» заместитель главного редактора журнала В. А. Гончаров был уволен, а члены редколлегии А. К. Скворцов, А. Л. Бызов и А. В. Яблоков получили выговоры.
В период с 1982 по 1987 год издательства и редакции журналов практически перестали печатать Гумилёва, он ограничивался 1—2 публикациями в сборниках конференций и научных трудов. В 1985 году теории Гумилёва подверглись острой критике в статье «Прошлое и мы» Ю. Афанасьева. В целом, критика сводилась к «методологически неверным построениям», которые «опасны серьёзными идеологическими и политическими ошибками».
Отделение истории АН СССР даже опубликовало особое «Заключение», подписанное видными историками, в частности, И. Д. Ковальченко, А. П. Новосельцевым, В. И. Козловым, С. А. Плетнёвой и П. И. Пучковым. В нём взгляды Гумилёва отождествлялись с социал-дарвинизмом, географическим детерминизмом и др. Характерная формулировка:

«В работах Л. Н. Гумилёва немало бездоказательных, парадоксальных выводов, основанных не на анализе источников, а на „нетрадиционности мышления“, стремлении противопоставить свои взгляды „официальным точкам зрения“».

### Евразийство
Впервые о принадлежности Гумилёва к евразийству стали говорить и писать в конце 1970-х годов, сам Лев Николаевич в многочисленных интервью 1980-х годов также охотно именовал себя евразийцем.
Ещё в 1978 году Гумилёв получил заказ на очерк о Хазарии для научно-популярного альманаха «Прометей» и написал «Зигзаг истории» — о захвате евреями власти в Хазарском каганате и ликвидации еврейского ига князем Святославом. В этой работе он, в частности, рассматривал Хазарский каганат Гумилёв не только этнической химерой, но и «антисистемой».
В 1981 году очерк был возвращён автору. Гумилёв через суд добился выплаты гонорара, но опубликовать очерк удалось только в 1989 году, когда он был включён в книгу «Древняя Русь и Великая степь».
Подобного рода взгляды вызвали возмущение профессиональных историков, однако наиболее последовательным критиком Гумилёва стал писатель Владимир Чивилихин, включивший антигумилёвские главы в свой роман-эссе «Память». Они увидели свет в журнале «Наш современник» в конце 1980 года. Резкая критика взглядов Гумилёва занимает и большую часть вышедшей в 1982 году рецензии историка А. Г. Кузьмина.

### Перестройка
В марте 1987 года Гумилёв отправил в ЦК КПСС письмо на имя А. И. Лукьянова с жалобой, что научные журналы и издательства не печатают его книг и статей. Результатом стало то, что за вторую половину 1987 и 1988 годы в свет вышло 2 книги и 14 статей Гумилёва — больше, чем за 10 предыдущих лет. В 1989 году были с разницей в полгода опубликованы «Этногенез и биосфера Земли» и «Древняя Русь и Великая степь». «Этногенез» опубликовали с отзывом Д. С. Лихачёва, предисловие написал этнограф Р. Ф. Итс. Итс, никогда не соглашавшийся с теориями Льва Николаевича, охарактеризовал трактат как литературное произведение, но вместе с тем оговаривал, что «не знает ни одного этнографа, который принимает эту оригинальную теорию этногенеза».
Пик популярности Гумилёва пришёлся на 1990 год, когда на Ленинградском телевидении записали 15 лекций Льва Николаевича, его интервью постоянно публиковались в ведущих литературных журналах. 15 мая 1990 года на заседании Секции синергетики географических систем РГО, посвящённом 25-летию пассионарной теории этногенеза, географ Л. Г. Колотило выступил с предложением о выдвижении Гумилёва в действительные члены АН СССР, минуя избрание членом-корреспондентом. В этот же день данное предложение огласили участники круглого стола на Ленинградском телевидении в программе «Зеркало», где участвовали сам Лев Николаевич, А. М. Панченко, К. П. Иванов и Л. Г. Колотило. В конечном итоге академиком АН СССР Гумилёв избран не был. 29 декабря 1991 года он был избран действительным членом Российской академии естественных наук (РАЕН), созданной в противовес официальной и «бюрократической» АН СССР. В те времена статус и будущее РАЕН были ещё неясны, но своим званием он гордился и до конца жизни подписывал письма «академик РАЕН Л. Н. Гумилёв».

## Оценки

### Оценки советских и российских авторов
Историки критикуют пассионарную теорию этногенеза и сделанные на её основе частные выводы за слабую обоснованность и политизированность, ошибки, фантазии и «пренебрежение» источниками. Ряд учёных-критиков указывали на причины, по которым теория Гумилёва является, по их мнению, политически опасной. На симпозиумах и научных конференциях неоднократно высказывалось мнение, что «ни один настоящий историк не принимает всерьёз теорию Гумилёва». С. Беляков писал, что действительно не знает историков, которые взяли её на вооружение, однако отмечал, что некоторые историки отнеслись к ней с интересом.
Литературовед и филолог Гелиан Прохоров не применял теорию этногенеза Гумилёва в научных работах, но положительно отзывался о ней. Теория этногенеза Гумилёва вызывала интерес историка-востоковеда и лингвиста Игоря Дьяконова. Он признал даже пассионарность, однако находил в пассионарной теории недостатки и недоработки. В то же время Дьяконов совершенно не принял работу «Древняя Русь и Великая степь», особенно её хазарские главы, указывал на их бездоказательность и наличие ошибок.
С. Беляков писал, что в первоначально тех, кто уверен в правильности всех идей Гумилёва, было значительно количество, позднее число таких последователей снижалось. Он отмечает, что принадлежал к их числу, но затем пришёл к выводу, что единого «учения Гумилёва» нет: пассионарная теория этногенеза, палеография, востоковедение, евразийство в наследии Льва Николаевича существуют отдельно. По мнению Белякова, одни работы Гумилёва устарели ещё при жизни автора, другие нет.
По мнению С. Белякова, наиболее серьёзные ошибки Гумилёва стали результатом его «евразийства», а точнее, тюркофильства. Однако именно «евразийство» принесло Льву Гумилёву «тысячи новых поклонников в Казани, Астане, Алма-Ате, Ташкенте, Улан-Удэ, может быть, даже в Улан-Баторе и Кызыле». Работы Гумилёва предоставили тюркским и монгольским этносам «новое место во всемирной истории».
Историк и этнограф В. И. Козлов ещё в 1974 году утверждал, что Л. Гумилёв своими концепциями оправдывал все злодеяния мировой истории: «В чем же виноваты Чингисхан, Наполеон или Гитлер и, главное, при чем тут феодальный или капиталистический строй, если „пассионарная“ активность таких „героев“ была вызвана биологическими мутациями, а сами они и поддерживающие их группы, проводя завоевательные войны, следовали лишь биогеографическим законам развития…?».
Исследователь древнерусской литературы Я. С. Лурье писал, что проверка историографического построения Гумилёва на материале источников по истории Древней Руси «обнаруживает, что перед нами — не попытка обобщить реальный эмпирический материал, а плод предвзятых идей и авторской фантазии». Я. С. Лурье указывает на слабые моменты в теории пассионарности. По Гумилёву, «продолжительность жизни этноса, как правило, одинакова и составляет от момента толчка до полного разрушения около 1500 лет», а «до превращения этноса в реликт около 1200 лет». Однако Гумилев фактами это не подкрепляет, а лишь ссылается на «наблюдения этнологов», не называя их. Лурье упоминает схожие даты у К. Н. Леонтьева («самый долгий срок государственной жизни народов» составляет 1200 лет) и Освальда Шпенглера (время существования «цивилизации» равно приблизительно 1500 лет) и добавляет, что «никто из них не был этнологом и не относил этот срок существования к „этносу“».
Историк-византинист С. А. Иванов отмечая, что работы Гумилёва «охватывают громадный географический и временной ареал, затрагивают десятки проблем, далеко выходящих за рамки истории средневековых кочевников». Тем не менее, автор оценивает научный вклад «как близкий к нулю», хотя и отмечает, что «это не вина, а беда Гумилёва: он не смог получить систематического образования и не знал языков», и ставит его в один ряд с создателем «Новой хронологии» математиком Анатолием Фоменко. «Гумилёв идеально подходил на роль кудесника: его сопровождал ореол узника лагерей и сына двух великих поэтов. Пусть на самом деле он почти не знал отца и ненавидел мать, в глазах публики он шагнул к нам как бы прямо из Серебряного века, „спасённый“ ГУЛАГом от советизации, и в этом — главное преимущество Гумилёва перед А. Фоменко, создателем другой гуманитарной сверхтеории. Будь у Фоменко подходящая биография, его теория тоже оказалась бы куда успешнее… При подобных обстоятельствах его скачущие вихрем монгольские орды, его ярые „пассионарии“ на приземистых косматых конях топтали, в глазах читателя, зевотную скуку застоя, стыдную слабость компромисса.».
Историк А. Е. Петров характеризует пассионарную теорию этногенеза как неординарное культурное явление, занимающее особое место как в истории науки, так и в истории квазинауки. По его мнению, в своих работах Гумилёв использовал методики, характерные для лженаучных сочинений — вольная интерпретация источников, выдумки, натяжки, игнорирование данных, противоречащих его построениям.
Советский и американский историк и политолог А. Л. Янов, называя Гумилёва «одним из самых талантливых и, без сомнения, самым эрудированным представителем молчаливого большинства советской интеллигенции», в то же время высказал мнение, что отсутствие объективного и верифицируемого критерия новизны этноса делает гипотезу Гумилева несовместимой с требованиями естествознания, и вовсе выводит её за пределы науки и превращает в лёгкую добычу «патриотического» волюнтаризма. По мнению Янова, это определялось занятой Гумилёвым позицией изображения лояльности советской власти, которая в условиях посттоталитарного общества делает сохранение человеческого достоинства весьма сомнительным. В результате, по мнению Янова, Гумилёв и ему подобные «до такой степени привыкли к эзопову языку, что он постепенно стал для них родным». Также, по его мнению, сыграла свою пагубную роль оторванность советского общества от «мировой культуры», в результате чего, будучи «погребённым под глыбами вездесущей цензуры», Гумилёв не имел возможности ознакомиться с достижениями находящейся на магистральном пути науки современной ему западной исторической мысли, а также ситуация, в которой «идеи рождались, старились и умирали, так и не успев реализоваться, …гипотезы провозглашались, но навсегда оставались непроверенными».
Янов считал, что учение Гумилёва «может стать идеальным фундаментом российской „коричневой“ идеологии» и что Гумилёву не чужды антисемитские взгляды. Аналогичное мнение высказала и Генриетта Мондри в рецензии на книгу Вадима Россмана «Russian intellectual antisemitism in the post-Communist era». Она пишет, что теория Гумилёва об «этногенезе», в которой содержится мнение о славянской и семитской этнической несовместимости, образует прочную основу для современного русского национализма. Янов указывает, что Гумилёв подчёркивает приоритет нации (этноса) над личностью: «Этнос как система неизмеримо грандиознее человека», является противником культурных контактов между этносами, а свобода для Гумилёва тождественна анархии: «Этнос может… при столкновении с иным этносом образовать химеру и тем самым вступить в „полосу свободы“ {при которой} возникает поведенческий синдром, сопровождаемый потребностью уничтожать природу и культуру…».
Историк и археолог Л. С. Клейн дал работам Гумилёва следующую оценку:

«… в некоторых своих работах он был действительно замечательным учёным, сделавшим великолепные открытия, — это работы о циклических изменениях путей циклонов и влиянии этих изменений на жизнь и историю населения Евразии. Если бы он сосредоточился на этих явлениях, возможно, он был бы гораздо менее заметен в массовом сознании, но значительно более авторитетен в научном мире».

«Горы фактов, факты самые разнообразные, это изумляет и подавляет, но… не убеждает (или убеждает лишь легковерного). Потому что факты нагромождены именно горами, навалом, беспорядочно. Нет, это не методика естествознания. Л. Н. Гумилёв не естествоиспытатель. Он мифотворец. Причём лукавый мифотворец — рядящийся в халат естествоиспытателя».
Клейн отмечал, что предполагаемая Гумилёвым пассионарность не может воздействовать на гены людей. Радиация способна вызывать мутации, но пассионарность не является радиацией, а мутации не имеют направленности. «Какие из них окажутся удачными, а какие приведут к уродству? Почему в странах, на которые „упал“ космический луч, становится больше пассионариев, а не уродов?» Не доказано, что пассионариев в определённой стране стало больше. Невозможно определить, кого можно считать пассионарием. Гумилёв считал, что пассионарность возникает в результате воздействия космического излучения, что ничем доказано. «Почему космическое излучение падает на одни страны и не падает на другие? Космос столь избирателен? Почему меняется от эпохи к эпохе?». Гумилёв «находил массы людей, которые ему верили слепо, на слово, поддаваясь его ауре мученика и поэта». В ситуации «национального унижения» многие стремились к идеям, подобным концепции Гумилёва и их не интересовали доказательства и строгие методы.
Клейн считал, что «предложенные Л. Н. Гумилевым обобщения — рубежи периодов (фаз), их длительность, цифры — всё это построено на песке. Потому что какой смысл говорить о начале существования этноса или его конце, о его преобразованиях, если неправильно, неубедительно указаны его определяющие признаки, если нет критериев диагностики — один и тот же это этнос или уже новый?». Он же указывает на методологическую слабость провозглашаемой Гумилёвым опоры на данные естественных наук — служащую, по его мнению, основой этноса «геобиохимическую энергию живого вещества» невозможно соотнести ни с одним видом энергии, известным естествознанию.
Клейн считал, что работы Гумилёва оправдывают мораль апартеида. О положении подхода Гумилёва относительно современной науки он писал: «…могло бы создаться впечатление, что мне нечего противопоставить представлениям Гумилева, что, как бы они ни были шатки, других нет. Это не так». Он указывает на наличие ряда серьёзно разработанных концепций этноса, которые признавались в советской науке и признаются в мировой науке. Наиболее авторитетной является концепция, которая связывает этнос со сферой коллективного сознания, исследуемого социальной психологией. Беляков отмечает, что этот подход преобладает в современной российской науке; в США, Канаде и Европе он является практически общепринятым.
Историк И. Н. Данилевский отметил:

Масштабные обобщения страдают тем, что автор просто не в силах освоить весь массив информации, который накопила наука даже за последнее десятилетие. А раз не может, неизбежны лакуны или прямые натяжки. Яркий пример — трилогия американского историка Александра Янова «Россия и Европа». Очень интересная концепция, но в фактическом материале есть явные пробои. И это не его вина, это объективная ситуация, связанная с колоссальными объёмами научной информации. То же самое можно сказать про работы Льва Гумилёва: у него красивая, оригинальная идея, но фактический материал провальный.
Теория, согласно которой пассионарные толчки являются следствием вариации интенсивности космических лучей, также не выдерживает строгой естественнонаучной критики. Данные дендрохронологии показывают, что приводимые Гумилёвым даты пассионарных толчков не соответствуют реально наблюдаемым максимумам образования 14C, являющегося универсальным маркером интенсивности внешней радиации. К тому же известно, что в горной местности интенсивность космического излучения заметно выше, чем вблизи уровня моря, и тогда горные этносы должны были бы иметь бо́льшую пассионарность, чем равнинные, чего на приводимых Гумилёвым примерах пассионарных этносов не наблюдается.
Историки Ю. В. Бромлей, В. А. Шнирельман и В. А. Тишков подвергали критике теории «химер» и «антисистем» Гумилёва.
Некоторые исследователи полагают, что автор пассионарной теории способствовал приданию доктрине русских националистов ореола научности. Историк и этнолог В. А. Шнирельман рассматривает некоторые идеи Гумилёва как антисемитские:

Хотя примеры «химерных образований» рассыпаны по всему тексту… он выбрал лишь один сюжет, связанный с так называемым «хазарским эпизодом». Однако в силу явной антисемитской направленности публикацию его пришлось отложить, и автор посвятил этому сюжету добрую половину своей выпущенной позднее специальной монографии по истории Древней Руси.
Этногенетическую теорию Гумилёва, которая биологизирует этнические группы, Шнирельман относит к числу расистских концепций. В работах Гумилёва присутствует также «оборонительная» риторика в форме, характерной для расизма и интегрального национализма. В 2000 году востоковед Панарин и В. А. Шнирельман писали о концепции Гумилёва: «…целому ряду этнических групп застой буквально предписан». Исследователи сделали вывод: «…тотальная биологизация исторического процесса, осуществленная Гумилевым, дает… квазинаучное обоснование для культивирования этнического снобизма с примесью расизма». По мнению Шнирельмана, если нацизм объяснял упадок древних обществ расовым смешением, то концепция Гумилёва — этническим смешением.
По мнению Шнирельмана и Панарина,

Гумилев открыл шлюзы для вала субъективизма — и тот хлынул в историческую или, правильнее, псевдоисторическую науку… Гумилев, по существу, подготовил и почву для бурного произрастания разнообразных творцов псевдоисторического бреда (типа Анатолия Фоменко, Мурада Аджи и иже с ними), и необходимую аудиторию потребителей их продукции. Без него ни первые не были бы столь самоуверенны, ни вторые столь многочисленны. Ибо Гумилев своим авторитетом как бы санкционировал произвольное обращение с историей.
Философ Пётр Кралюк называет Гумилёва одним из предшественников фолк-хистори.
Владимир Путин разделяет теорию пассионарности:

Я верю в пассионарность, в теорию пассионарности. Это, собственно, как в природе, обществе, — идет развитие, пик, затухание. Россия не достигла своего пика. Мы на марше, на марше развития.

Но в отличие от других, старых или быстро стареющих наций, мы всё-таки на подъёме, мы достаточно молодая нация. У нас бесконечный генетический код. Он основан на смешении кровей, если так, по-простому, по-народному сказать.

Ужесточается конкуренция за ресурсы… Кто вырвется вперёд, а кто останется аутсайдером и неизбежно потеряет свою самостоятельность, будет зависеть не только от экономического потенциала, но прежде всего от воли каждой нации, от её внутренней энергии; как говорил Лев Гумилёв, от пассионарности, от способности к движению вперёд и к переменам.

### Западные оценки
На Западе теории Гумилёва до 2000-х годов были известны сравнительно мало. По мнению В. Козлова, труды Гумилёва не могли бы быть опубликованы в западных университетских издательствах по указанным выше причинам. Сокращённое английское издание «Этногенеза и биосферы Земли» вышло в Москве всего через год после книжного русского издания и прошло совершенно незамеченным. Первым отзывом западного учёного о теории Гумилёва была глава в книге американского специалиста по истории российской и советской науки профессора Лорена Грэхэма, при этом оригинальные тексты не использовались. Г. С. Померанц ещё в 1990 году столкнулся с ситуацией, когда редактор французского журнала «Diogenes» прямо заявил ему, что «теория этносов неинтересна западному читателю».
Несколько больший интерес западное научное сообщество выказало к теориям Гумилёва в 2000-е годы. По оценке британского историка советской общественной мысли Г. Тиханова, в своём творчестве, особенно позднем, Гумилёв постоянно «колебался между идеями империи и нации». Главный его труд — «Этногенез и биосфера Земли» — был инспирирован как теориями Н. Я. Данилевского, так и переработанными идеями евразийцев-эмигрантов. По выражению Тиханова, Гумилёв «флиртовал» со званием «последнего евразийца». С евразийцами его сближало убеждение, что Россия может существовать и развиваться только как сложный «суперэтнос», прямо соотносимый с многонациональной империей довоенного евразийства. Убеждённость в положительном значении монгольского завоевания Гумилёв заимствовал у Г. В. Вернадского, а нападки на Запад соотносятся с критикой германо-романского мира Е. Трубецкого. Этносы Гумилёва, по Тиханову, прямо соотносятся с культурно-историческими типами, хотя и дистанцированы от их определения. Замена культурных типов на этнос сигнализировала о том, что Гумилёв считал точные науки «выше» гуманитарных. Его мышлению был свойственен жёсткий детерминизм, в котором не было места свободной воле, совершенствованию или эволюции. Из трудов Данилевского и Освальда Шпенглера Гумилёв унаследовал убеждение, что этнос имеет определённый ограниченный срок существования. Несмотря на почтение к естественнонаучным методам, объяснения Гумилёва не могут быть ни верифицированы, ни фальсифицированы.
Наследие Гумилёва-евразийца было рассмотрено в монографии историка Марлен Ларюэль «Русское евразийство: идеология империи» (Университет Джонса Хопкинса, 2008). Оно интерпретировалось как связующее звено между эмигрантскими и постсоветскими евразийскими движениями. Ларюэль отметила, что Евразия для Гумилёва не имела самодовлеющего значения, а была лишь обрамлением для его теории этногенеза. Детерминизм Гумилёва признаётся физическим, а не географическим, а понятие евразийства способствует поиску общих оснований человеческой истории.
В историческом и методологическом контексте теории Гумилёва были рассмотрены в монографии антрополога Л. А. Мосионжника, вышедшей в 2012 году. Исследователь целиком отнёс творчество Гумилёва к популярному жанру, «дающему простор для игровой фантазии читателя». Важной заслугой Гумилёва является то, что он «показал кочевников широкой публике не просто как дикарей, а как людей в своём праве, как создателей культуры, которой мы многим обязаны. До него такой взгляд был уделом немногих специалистов-кочевниковедов, школьникам же по инерции внушались стереотипы времён российской колониальной экспансии, призванные оправдать покорение кочевых народов. Эта заслуга Л. Н. Гумилёва должна быть признана, и не случайно в столице Казахстана его именем назван научный центр». Однако вред от его антинаучных построений, которые Мосионжник называет расистскими, превосходит пользу от наследия Гумилёва-популяризатора.
Изменение роли России в глобальном геополитическом пространстве и претензии её руководства на возрождение имперских амбиций увеличили интерес западного академического сообщества к фигуре Гумилёва. В 2016 году издательство Корнеллского университета выпустило в свет монографию географа Марка Бэссина — первое на английском языке подробное научное и биографическое исследование наследия Гумилёва, автор которого позитивно относился к личности и наследию учёного в контексте эпохи его жизни. По мнению Бэссина, Льва Гумилёва, чьи книги сейчас разошлись миллионными тиражами, можно сравнить по влиянию с Геродотом, Карлом Марксом, Освальдом Шпенглером или Альбертом Эйнштейном.
В рецензии политолога Андреаса Умланда (Институт евро-атлантического сотрудничества, Киев) на работу Бэссина подчёркивается, что важнейшим концептом Гумилёва, используемым в интеллектуальном пространстве современной России, является пассионарность; при этом теория самого Гумилёва характеризуется как «донкихотство». Умланд критиковал Бэссина за неглубокий анализ воздействия теорий Гумилёва на постсоветское высшее и среднее образование, особенно на фоне огромных тиражей его трудов и сложившейся репутации чуть ли не величайшего русского историка в XX веке.

### Проверки теории пассионарности
Некоторые авторы пытались проверить теорию Гумилёва путём построения математических моделей этногенеза на основе рождаемости, смертности и доли в общем населении различных групп (пассионариев, непассионариев и др.). Сделавший обзор данных моделей Константин Фрумкин отмечает, что математическое моделирование позволяет построить как совпадающие, так и не совпадающие с теорией Гумилева кривые этногенеза, а окончательный выбор в пользу той или иной модели невозможно сделать из-за отсутствия фактической статистики по доле и рождаемости пассионариев. Например, А. В. Норин заметил, что кривая этногенеза получается только благодаря целенаправленному подбору коэффициентов рождаемости и смертности, хотя при верности гипотезы она должна получаться при вариации коэффициентов в «широком диапазоне». А. К. Гуц при использовании усложненной модели (где учитывается доля пассионариев в различных сферах деятельности и выделяются отдельные области типа науки с собственной пассионарностью) пришёл к выводу, что математические модели популяции совпадают с кривой этногенеза только в «узких границах допустимых значений» и при «экзотических значениях коэффициентов», при малейших изменениях которых теория Гумилева оказывается неверной. Ученик Льва Гумилева К. П. Иванов попытался проверить пассионарную теорию математическим моделированием на основе менделевских законов наследования. В качестве исходного постулата бралась нелинейная модель роста численности групп населения с различным сочетанием генов пассионарности. В итоге кривая этногенеза Гумилева совпадает с динамикой процентного числа пассионариев в популяции при уровне рождаемости у пассионарных пар в 7-8,5 раз превосходящую рождаемость других брачных пар и одинаковом уровне смертности каждой генотипической группы (более сложные модели автор не исследовал). Т. А. Айзатулин не использует математические модели, а предлагает такую формулу роста пассионарности в фазе подъёма:
где E — уровень пассионарного напряжения, t — возраст этноса в годах, а e — единица пассионарного напряжения в 1 гумил.
При этом на минимальном уровне в фазе гомеостаза уровень пассионарного напряжения равен E=6,6 гумил, а в фазе высшего подъёма пассионарности E=10 мегагумил. Правда, он отмечает, что такой резкий перепад между уровнями пассионарного напряжения в большей степени характерен для размножения бактерий, а не человеческой популяции. Константин Фрумкин отмечает, что данная формула ничем не обоснована, а единица пассионарного напряжения не имеет какого-то счисляемого смысла и служит только для согласованности различных частей уравнения между собой. Некоторые авторы вообще не пытаются строить математические модели, а оценивают пассионарность «на глазок»: по мнению В. Л. Махнача, в акматической фазе доля пассионариев приближается к 1 % от населения (хотя и не достигает его), а по мнению Р. Г. Сайфуллина, в процессе этногенеза доля пассионариев в населении колеблется от 0,1 % до 10 %. Константин Фрумкин считает, что данные оценки не несут в себе научной ценности в плане обоснования теории.

## В художественной литературе
Герой романа Дмитрия Быкова «ЖД» размышляя о Льве Гумилёве, говорит: «у него любой школьник десять подтасовок на главу найдет».